# Гращенков, Виктор Николаевич
Ви́ктор Никола́евич Гращенков (17 апреля 1925 — 27 мая 2005) — советский и российский искусствовед, специализировавшийся на истории искусства итальянского Возрождения, проблемах всеобщей истории искусств и методологии искусствознания. Доктор искусствоведения (1975), профессор (1976), член-корреспондент РАН (1991; член-корреспондент АН СССР с 23 декабря 1987 года по Отделению истории).

## Биография
Сын профессора-невролога Н. И. Гращенкова (1901—1965). С 1940 года учился в спецшколе ВВС СССР, был слушателем Военно-воздушной инженерной академии и Военно-воздушной академии им. Н. Е. Жуковского.
Ученик Б. Р. Виппера и В. Н. Лазарева, окончил филологический факультет МГУ в 1950 году (дипломная работа «Тициан и Высокое Возрождение в Венеции»). В 1954 году защитил кандидатскую диссертацию «Реалистический рисунок в творчестве живописцев итальянского Возрождения».
Младший научный сотрудник Института истории искусств АН СССР (1954—1960), старший научный сотрудник, затем профессор МГУ (с 1977), заведующий отделением (1960—1985) и кафедрой всеобщей истории искусства (с 1976, ранее кафедра истории зарубежного искусства) исторического факультета.
Доктор искусствоведения (1975, диссертация «Портрет в итальянской живописи раннего Возрождения»). Удостоен звания «Заслуженный профессор МГУ» (1994), член-корреспондент РАН (1991; член-корреспондент АН СССР с 1987).
Председатель Комиссии по культуре Возрождения при Научном совете РАН по истории мировой культуры (с 1988). Лауреат премии имени М. В. Ломоносова (МГУ, 1995).
Похоронен в Москве на Троекуровском кладбище.

### Основные работы
Книги
- Рисунок мастеров итальянского Возрождения. М, 1963;
- Микеланджело. Жизнь, творчество. М. 1965 (сост.)
  - Микельанджело: поэзия, письма, суждения современников. 2-е изд. М., 1983;
- Рафаэль. М., 1971
  - Рафаэль. 2-е изд. М., 1975;
- Антонелло да Мессина и его портреты. М., 1981;
- Портрет в итальянской живописи Раннего Возрождения. Т. 1-2. М., 1996;
- История и историки искусства: статьи разных лет. М., 2005

Статьи
- О принципах и системе периодизации искусства Возрождения // Типология и периодизация культуры Возрождения. М., 1978;
- Наследие Палладио в архитектуре русского классицизма // Советское искусствознание'81. Вып. 2 (15) М., 1982;
- К 125-летию преподавания истории искусства в Московском университете // Советское искусствознание’83. Вып. 1. М., 1984;
- Джакомо Кваренги и венецианский неоклассицизм // Советское искусствознание. Вып. 20. М., 1986;
- Андреа Мантьенья: Камера дельи Спози // Из истории зарубежного искусства. Материалы научной конференции «Випперовские чтения — 1988». М., 1991;
- П. П. Муратов и его «Образы Италии» // Муратов П. П. Образы Италии. Т. 1. М., 1993;
- Жизненная судьба произведений искусства // Вопросы искусствознания. 1996. № 2;
- Об искусстве рисунка // Вопросы искусствознания. XI (2). 1997;
- Фрески Корреджо в церкви Сан Джованни Эванджелиста в Парме // Культура Возрождения и религиозная жизнь эпохи. М., 1997.

В общей сложности опубликовал свыше 60 научных работ.